# Motor en W

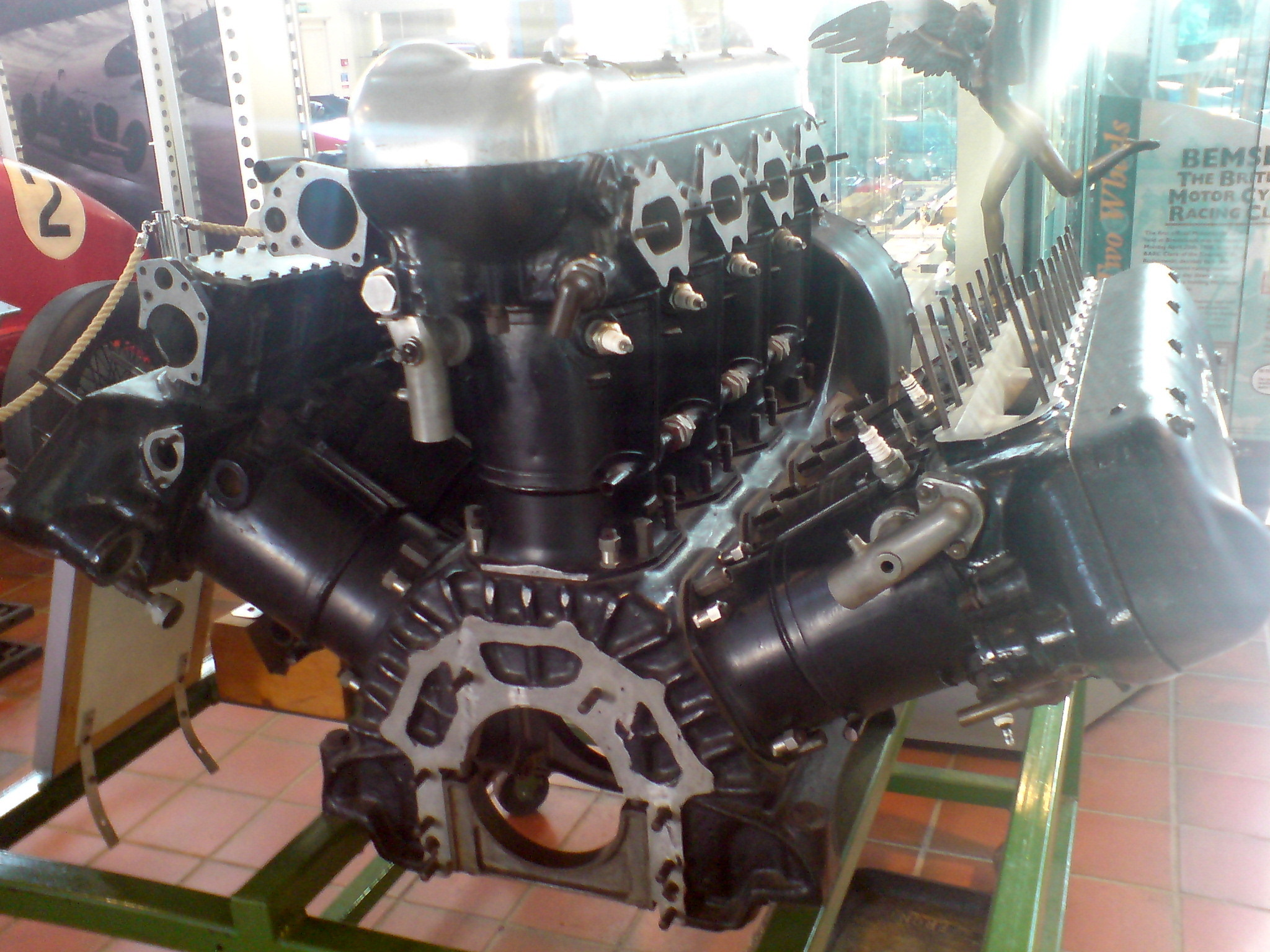
Un motor Napier Lion.

El motor W es una configuración de motor en la cual los bancos de cilindros están ubicados de manera que semejan una letra W, de la misma forma que un motor en V recuerda una letra V. Hay tres implementaciones totalmente diferentes de este concepto: una con tres bancos de cilindros, una con cuatro bancos, y una con dos bancos de cilindros y dos cigüeñales.

## El diseño de "tres bancos" original
El clásico motor W usa tres bancos de cilindros, todos conectados a un cigüeñal.
Uno de los primeros motores W fue el W3, construido por Anzani en 1906 para usarlo en sus motocicletas. Es este W3 el mismo que equipó el Blériot XI, el aeroplano usado por Louis Blériot cuando, el 25 de julio de 1909, realizó un vuelo cruzando el Canal de la Mancha, convirtiéndose en el primero en hacerlo con éxito. Poco después, la configuración W3 fue cambiada por la radial de tres cilindros a 120°, como reemplazo del original W3.
El motor de avión Napier Lion de 1917 fue el primer motor W12. Lorraine Construyó los motores aeronáuticos 12Ed y el 18Ka de 450 y 650 HP a principios de los años 20 mientras que Isotta Fraschini construyó los Asso 750 y Asso 1000 de 820 y 1100 HP, ambos de 18 cilindros, a fines de los años 20.
Más tarde, un diseño de tres bancos en W12 fue probado por Audi, quien más tarde abandonó el proyecto. Sin embargo, el Grupo Volkswagen construyó, posteriormente un motor W18 experimental para los autos de concepto EB 118 y EB 218 de Bugatti, pero el diseño resultó impráctico debido al orden de encendido irregular requerido por los tres bancos de 6 cilindros.

### Motores en W en el automovilismo
A finales de los 80, la Fórmula 1 había prohibido los motores V6 turbo con el fin de que el deporte sea más asequible para los equipos, y como resultado había una variedad de motores de F1 y nuevas marcas entraron a la competición. Hubo dos diseñadores de motores privados que crearon y desarrollaron motores W12 para la Fórmula 1 como Guy Negre de la francesa MGN y Franco Rocci para la escudería italiana Life. No hubo ninguna relación con los dos diseñadores.

### MGN
El francés Guy Negre produjo un motor W12 de tres bancos de cuatro cilindros, el motor tenía un novedoso sistema de válvulas rotativas cilíndricas situadas en la parte superior en la cámara de combustión. Según Negre, el motor desarrollaba en teoría 650 HP a 12.500 RPM. El MGN W12 estaba listo a mediados de 1989, siendo probado en un AGS JH22, un Fórmula 1 de la temporada 87, pero la prueba no fue un éxito por falta de fondos y no consiguieron llamar la atención a los equipos de F1. El motor también fue probado en un Norma M6, un prototipo Le Mans que tampoco apareció en las carreras.

### Life Racing Engines
En Italia, el ingeniero Franco Rocci construyó y desarrollo el motor F35 W12 para el equipo Life. Rocci era ingeniero de motores de Ferrari en los 60 y los 70 donde había construido diseños experimentales de motores. Por ejemplo, en la década de 1960 Rocci diseño un motor W3 para desarrollar un motor W18 (18 cilindros) para F1, pero el proyecto se abandonó por la compleja arquitectura del motor y por los sistemas de escape y de admisión. Rocci fue despedido de Ferrari en 1980 y pasó a ser diseñador privado para trabajar en su motor W12. Según Rocci su motor era tan compacto como un V8 Cosworth y tan potente como un V12 de Ferrari, en teoría. Ernesto Vita negoció con Rocci y quiso revolucionar la Fórmula 1 con los motores, tratando de vender los motores W12 a otros equipos, pero ninguno se interesó y decidió entrar por su propia cuenta. Vita compró un chasis de un equipo que intento entrar a la F1. Se modificó el auto para acomodar el motor W12. El equipo se inscribió para la Temporada 1990 de Fórmula 1, pero la temporada fue desastrosa, el motor no producía más de 500 HP y tenía una fiabilidad catastrófica. El auto no precalificó ninguna de las 14 carreras (el equipo cambio el motor por un Judd V8 para las últimas carreras en un intento de mejorar los resultados).

## El diseño moderno de "cuatro bancos"

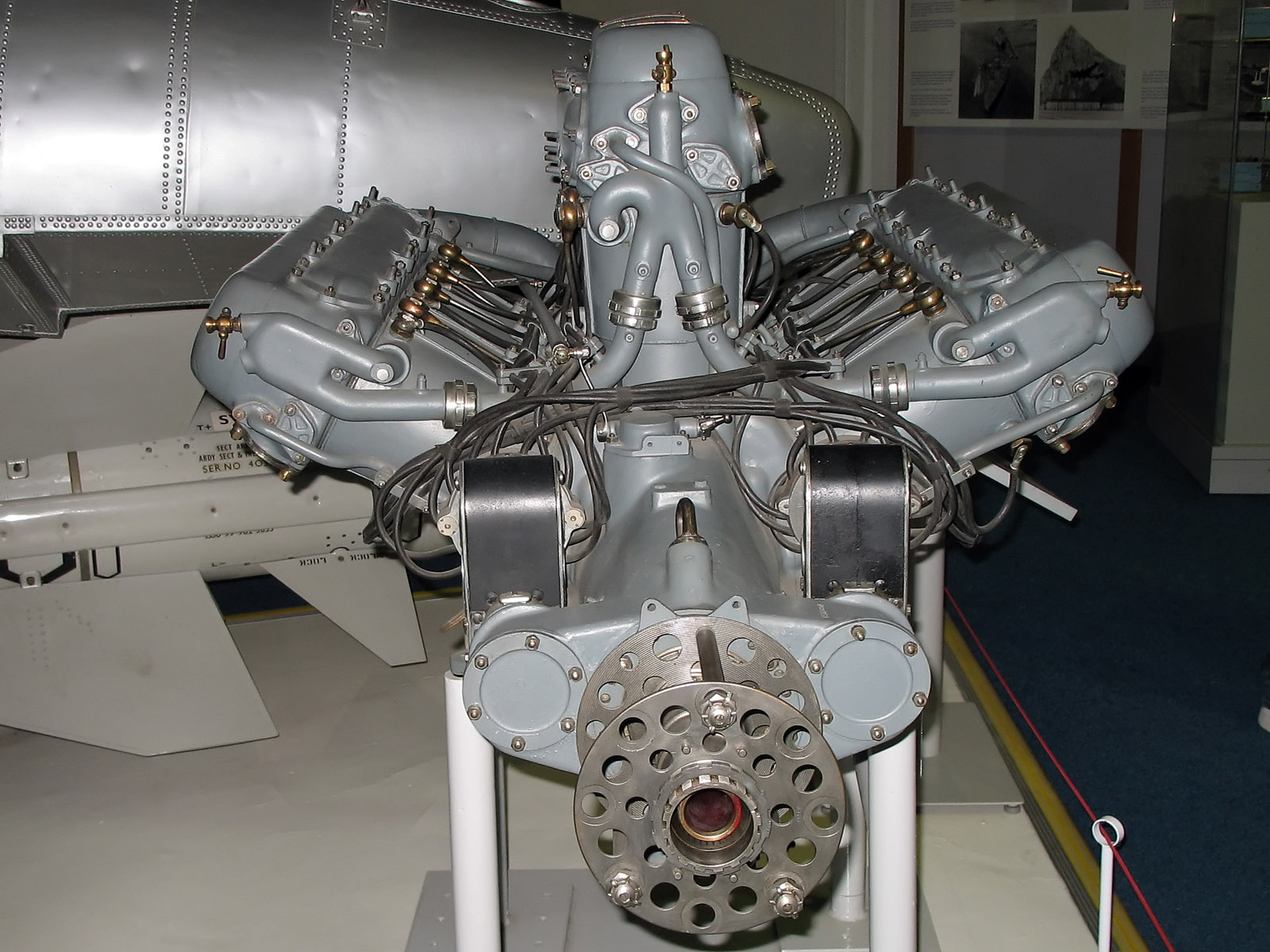
NapierLion VII.

El Grupo Volkswagen (VW AG) creó el primero motor W exitoso con la introducción del W12. Este combinaba dos motores VR6 de ángulo angosto en un solo cigüeñal para un total de cuatro bancos de cilindros. Por esta razón, la combinación de 4 bancos a veces, y más adecuadamente, se la llama "VV" ("uve-uve" o "doble-uve") para distinguirla del tradicional diseño de 3 bancos.
El W-12 es usado en el Volkswagen Phaeton, el Volkswagen Touareg, el Audi A8 y el Bentley Continental GT, aunque en esta última aplicación, el motor ha sido muy modificado por Bentley y equipado con dos turbocompresores. Como resultado, produce una potencia considerablemente mayor que el diseño original. El ángulo estrecho (15°) entre los pares de bancos hacen que parezca un motor V12, debido a que solo tiene dos culatas de cilindros y dos juegos de árbol de levas.
VWAG pasó a producir un prototipo de motor W16 que produce 623 hp (465 kW) para el auto de concepto Bentley Hunaudières. Una versión con cuatro turbocargadores de este motor entró en producción en 2005 motorizando el Bugatti Veyron 16.4 de 1001 hp. Un motor W8 también fue producido para el VW Passat.
La mayor ventaja de estos motores es el tamaño, debido a que tienen un gran número de cilindros y son relativamente compactos.

### El motor W en el Bugatti Veyron
En 2006, Bugatti, propiedad del Grupo Volkswagen, produjo el Bugatti Veyron; con un motor W16, combinado con 4 turbocargadores, produce 736 kW (987 hp) a 6000 rpm. El motor desplaza 8 litros y emplea 64 válvulas con cuatro árboles de levas a la cabeza y una relación diámetro/carrera de 1:1 (86,0 mm:86,0 mm). El motor W12 tiene un diámetro/carrera de 84,0 mm:90,2 mm.

## El diseño de motocicleta de "dos bancos"
Un tipo muy raro de motor W lo encontramos motocicletas de la clase MotoGP. Estos motores en V de dos tiempos y 500 cc tienen dos bancos de cilindros y dos cigüeñales separados, uno por banco, constituyendo una suerte de formato en "W". El ángulo entre los bancos varía de 60 a 75 grados.
Hay dos grandes ventajas de estos motores sobre los más tradicionales motores en línea o en V. La primera es el ancho del motor: un motor V4 será más angosto que uno de 4 en línea con la misma cilindrada, pero un W4 con dos cigüeñales puede serlo incluso aún más. La segunda ventaja es que un motor W4 elimina la necesidad de un eje de balanceo; correrá más suavemente si los cigüeñales giran en direcciones opuestas. Esta es una ventaja en el peso sobre un motor V4, el cual necesita el eje de balanceo.
Ejemplos de este tipo de motor W4 son las motos Yamaha YZR500 y la Cagiva GP500.
Estos tipos de motores no deben confundirse con el motor U, el cual tiene dos bancos de cilindros y dos cigüeñales, pero están hechos con la combinación de dos motores en línea iguales. El motor U no tiene la ventaja del W, en términos de ancho y peso.

## El diseño de "un banco" para motocicleta
El Feuling W3 es un motor patentado de 180 HP, tres cilindros enfriado por aire y puede ser el futuro para los que gustan de las motos de carretera potentes. El W3 en un motor con un desplazamiento un 50% mayor al Twin Cam 88 de Harley Davidson con el "kit" de fábrica de actualización de 1550 cc instalado. Inspirado en los motores radiales de avión, tiene un biela maestra central con bielas esclavas, una a cada lado, manejando los tres pistones de 101 mm. Cory Ness construyó su chopper usando un motor Feuling W3 en un episodio de la serie "Biker Build Off". El diseño ya había sido probado en un modelo de 3032 cc y se planeó un modelo para la moto de picadas de ¡4015 cc!. Jim Feuling murió en diciembre de 2002. La compañía se puso en venta en julio de 2004; entre sus productos aún figura el W3.
Tipo: enfriado por aire, 3 cilindros 45°×45°
Desplazamiento, diámetro x carrera: 2327 cc, 101,6 mm × 98,4 mm